# Lindholmsskolan

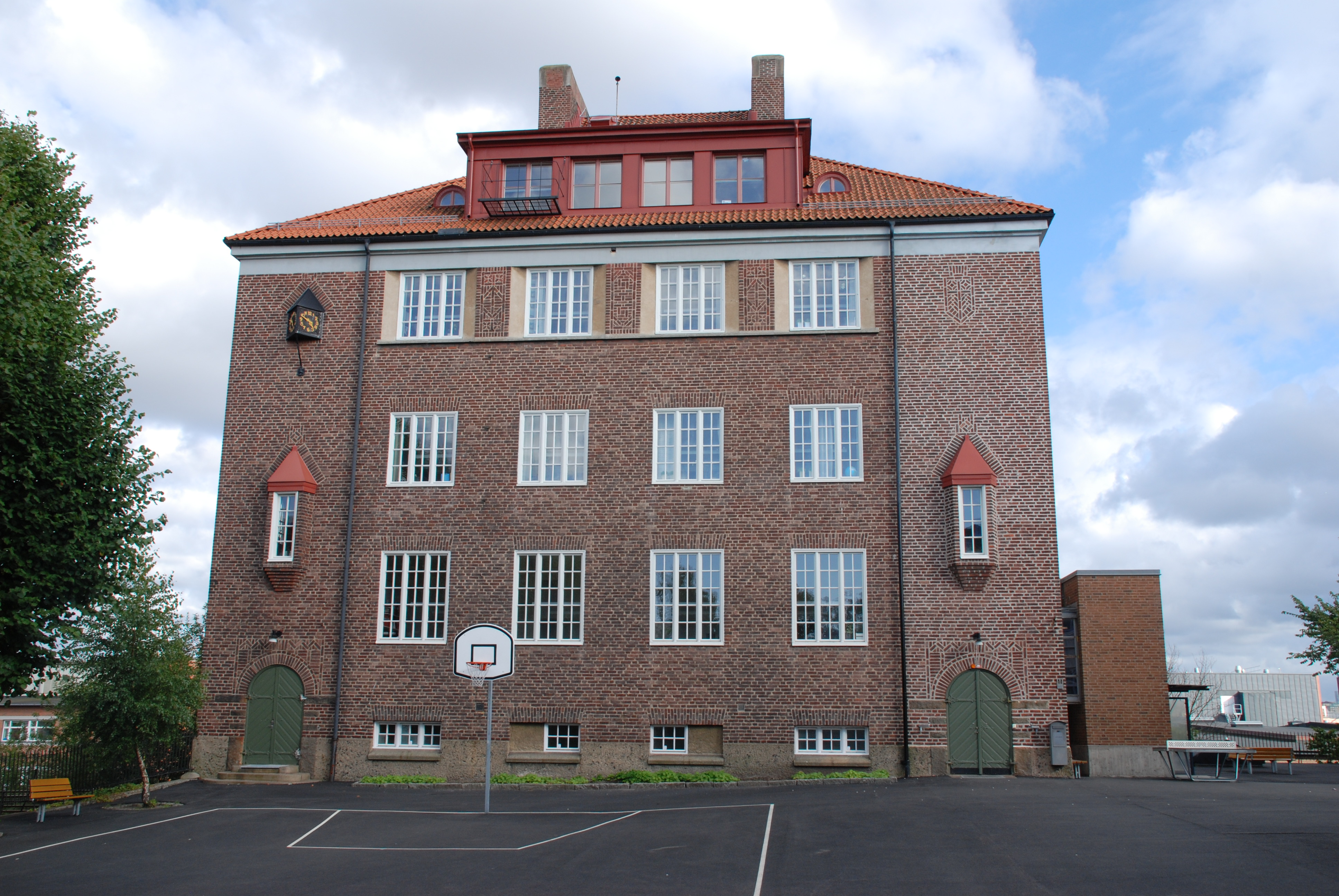
Lindholmsskolans stenbyggnad.

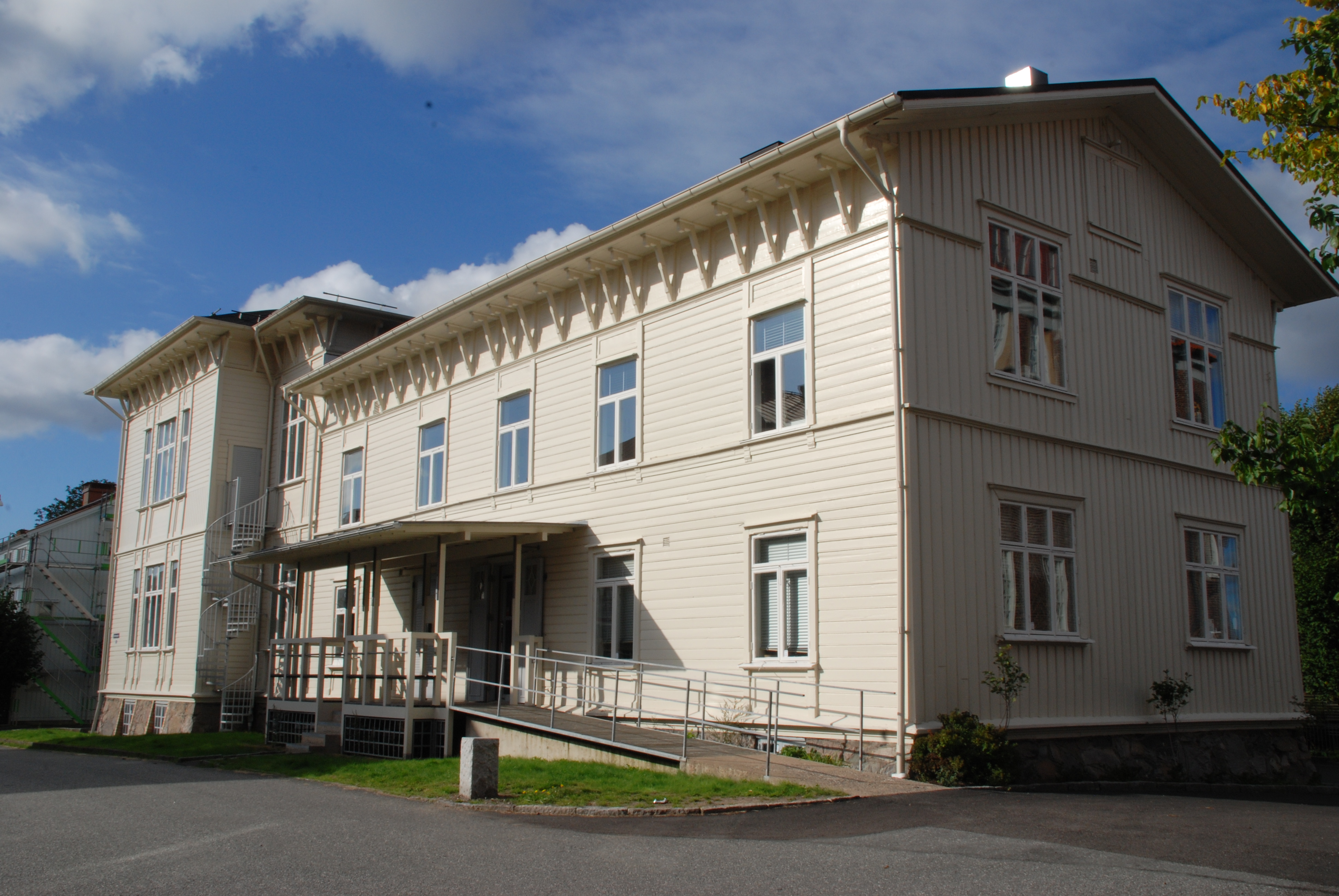
Lindholmsskolans träbyggnad.

Lindholmsskolan är en skola på Verkmästaregatan 7 i Lindholmen, Göteborg. På platsen finns två skolbyggnader, ett trähus uppfört 1886 och en senare uppförd byggnad i sten som stod klar och invigdes för skolverksamhet 1913. Skolan heter "Centrina". det finns två centrina skolor, en på Lindholmen samt en på kviberg.

## Historia
Under förra sekelskiftet fanns skolverksamheten i området i den vita villan (trähuset) på gården från 1886. Barnen åt nere i källaren och i huset fanns även områdets tandläkare. På Lindholmen var behovet av skollokaler vid sekelskiftet stort, med tanke på att det då fanns cirka 130 hus och cirka 4  000 människor boende i området. Området låg i anslutning till Lindholmens varv där de flesta arbetade.
Skolstyrelsen hade köpt angränsande tomt 1904 från Lindholmens aktiebolag och när Lundby 1906 blev införlivat i Göteborg tog sig stadens folkskolestyrelse an de fortsatta skolplanerna. Byggnadsinspektör A Nilsson, och efter hans död, arkitekt Arvid Bjerke, fick därför i uppdrag att rita ett nytt skolhus. Firman Hollander & Vesterberg uppförde stenhuset nordväst om den gamla skolan. Invigningen skedde 1913 och skolverksamheten startade 25 augusti detta år. Skolan upplevdes enligt lokaltidningen som modern med tanke på att man hade både elektricitet och rinnande vatten.
Byggnaden är i det närmaste kubformad med yttermåtten 19,20 x 21,40 och byggnadsstilen anses vara återhållsamt nationalromantisk. Skolan kom att kallas Annexet, men benämndes i folkmun för mjölkflaskan på grund av takets form. Det finns två ingångar på framsidan med tillhörande trapphus och huset rymde ursprungligen 11 skolsalar samt gymnastiksal och slöjdsalar. Bad fanns ursprungligen i bottenvåningen, men eleverna fick senare gå till Rambergsskolan för tvagning. 
1970 flyttade Valands konstskola sin verksamhet till fastigheten. Bland annat den kände konstnären Peter Dahl var huvudlärare i måleri vid denna tid i skolans lokaler. Ernst Billgren och Helene Billgren är några av de som studerade i byggnaden. Efter att Valand lämnat så hade Västra Götalandsregionen Barn- och ungdomsrehab sin verksamhet i det stora stenhuset och öppen psykiatri i vita villan. Nu används lokalerna återigen som skola då Centrina startat skola 2008.